# Piccadilly (film)
Piccadilly è un film del 1929 diretto da Ewald André Dupont (non accreditato).

## Trama
Un night club in declino viene salvato dalla sua nuova attrazione, la danzatrice esotica Shosho. Ma Shosho ossessiona il proprietario del Piccadilly, Valentine Wilmot: si innesca una catena di eventi che porterà la storia fino alla tragedia.
Inizialmente la star del Piccadilly era stata Mabel Greenfield, amante di Wilmot, ma la sua stella era precipitosamente in declino da quando il suo partner ballerino si era dimesso. Per correre ai ripari Wilmot non trova di meglio da fare che riassumere la sguattera cinese Shosho, che aveva appena licenziato dopo averla sorpresa a danzare lascivamente nelle cucine invece di attendere al proprio lavoro: la decisione di Wilmot si basava su una esibizione di danza che Shosho – insieme a forse altre prestazioni – gli aveva offerto nottetempo nei suoi alloggiamenti privati. E Shosho è un gran successo: le sorti del Piccadilly si riprendono in fretta.
Mabel viene a conoscenza della relazione amorosa instauratasi fra Wilmot e la ragazza, e confronta quest'ultima intimandole di rinunciare all'uomo. Ne nasce un aspro diverbio: quando Shosho brandisce minacciosamente una katana, Mabel estrae un revolver (di proprietà di Wilmot). Shosho è morta.
Al processo, nel quale Wilmot e Mabel sono i due sospettati, appare inaspettatamente invece che l'omicida è stato un innamorato di Shosho di vecchia data, Jim, che confessa il delitto nei pochi istanti di vita che gli rimangono dopo essersi sparato un colpo letale e prima di accasciarsi, nella camera mortuaria, sul cadavere di Shosho.     

## Produzione
Il film fu prodotto dalla British International Pictures (BIP). Venne girato nei British International Pictures Studios di Borehamwood a Hertfordshire. Girato muto, gli vennero aggiunti effetti sonori e musica sincronizzata.

## Distribuzione
Distribuito dalla Wardour Films, il film uscì nelle sale cinematografiche britanniche nel febbraio 1929. Negli Stati Uniti, venne presentato il 1º giugno 1929, distribuito dalla Sono Art-World Wide Pictures.
Copia delle pellicola (35 mm colorata e restaurata) viene conservata negli archivi del National Film and Television Archive of the British Film Institute. Il film è stato rifatto in una versione di 109 minuti dal British Film Institute.